# Cyathea carrii
Cyathea carrii är en ormbunkeart som beskrevs av Holtt. Cyathea carrii ingår i släktet Cyathea och familjen Cyatheaceae. Inga underarter finns listade.